# Tachiadenus tubiflorus
Tachiadenus tubiflorus là một loài thực vật có hoa trong họ Long đởm. Loài này được (Thouars ex Roem. & Schult.) Griseb. miêu tả khoa học đầu tiên năm 1839.